# Lukáš Wagenknecht

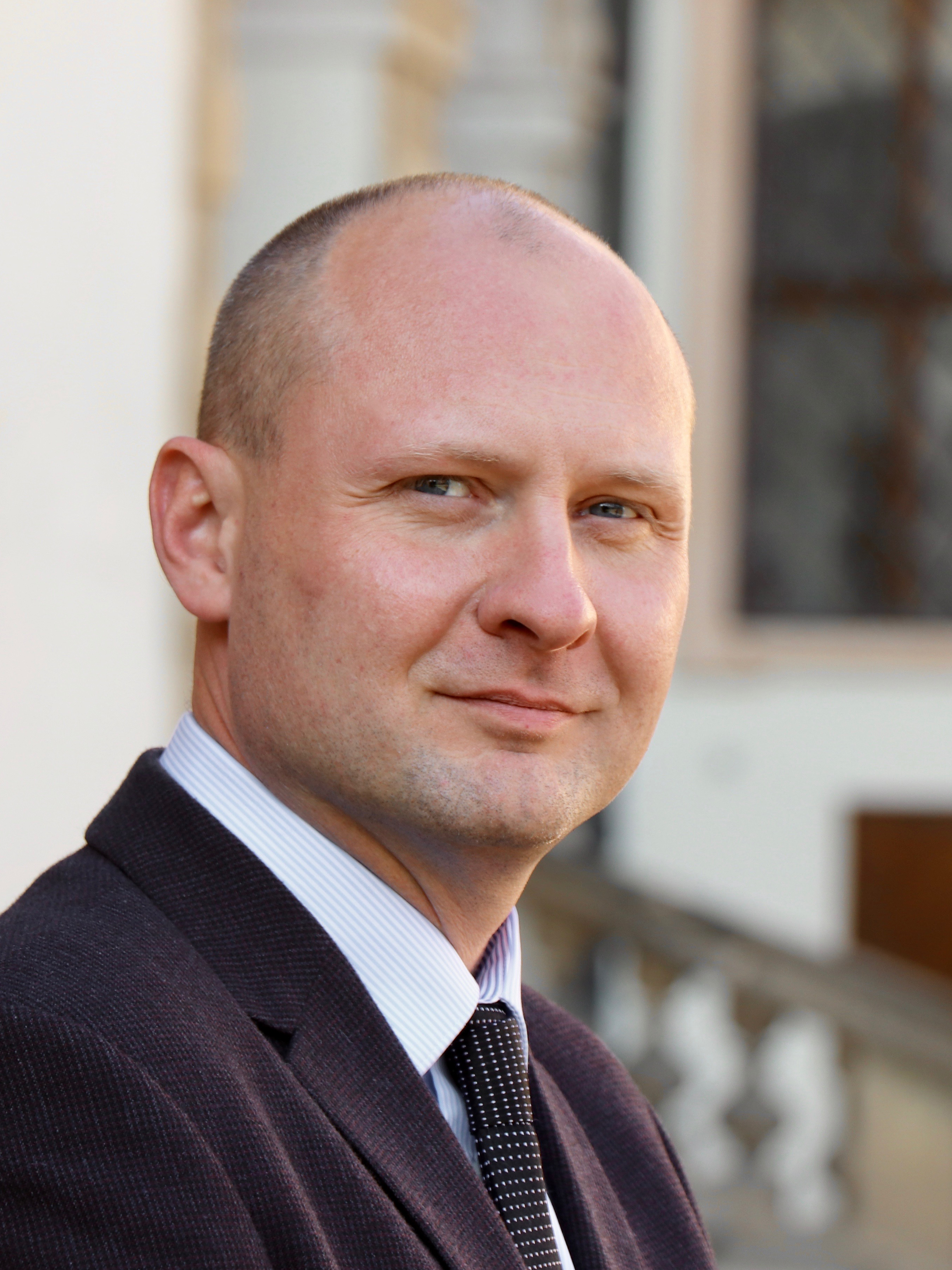
Wagenknecht (2019)

Lukáš Wagenknecht (* 24. September 1978 in Pardubice) ist ein tschechischer Ökonom, Auditor und Politiker, der seit den Wahlen von 2018 als Senatsmitglied der Tschechischen Republik für die Tschechische Piratenpartei tätig ist.
Wagenknecht ist Mitbegründer der Wirtschaftsprüfungsorganisation und des Thinktanks Good Governance und ist Mitarbeiter von Neovlivní.cz, der investigativen Presseagentur.

## Leben
Lukáš Wagenknecht wurde in Pardubice, geboren. Er studierte von 1998 bis 2003 an der Fakultät für Wirtschaft und Verwaltung der Universität Pardubice und begann seine berufliche Laufbahn als interner Prüfer im Innenministerium im Jahr 2003. Von Februar 2014 bis Juni 2015 war Wagenknecht der erste stellvertretende Finanzminister der Tschechischen Republik im Bereich Finanzmanagement und Rechnungsprüfung. Im Jahr 2015 erhielt er den Preis für Mut von der Anti-Korruptionsstiftung Nadační fond proti korupci für sein Whistleblowing.
In der Wahl von 2018 wurde Wagenknecht für die tschechische Piratenpartei in den Senat gewählt und unterrichtet an der Wirtschaftsuniversität Prag. Im Oktober 2019 reichte Wagenknecht beim Gerichtshof der Europäischen Union (EuGH) Klage ein um feststellen zu lassen, dass der Europäische Rat es rechtswidrig unterlassen hat, in Bezug auf den Interessenkonflikt des tschechischen Premierministers Andrej Babiš hinsichtlich des EU-Haushalts tätig zu werden. Diese wurde im Juli 2020 abgewiesen.